# 格里菲思嶺
格里菲思嶺（英語：Griffith Ridge），是南極洲的山嶺，位於維多利亞地的彭內爾海岸，屬於鮑爾斯山脈的一部分，長9公里，美國地質調查局根據測量和該國海軍的空中照片繪入地圖，現時由南極條約體系管理。

## 外部連結
. . United States Geological Survey.   [2012-05-08].
71°22′S 164°23′E / 71.367°S 164.383°E